# Roger Gale

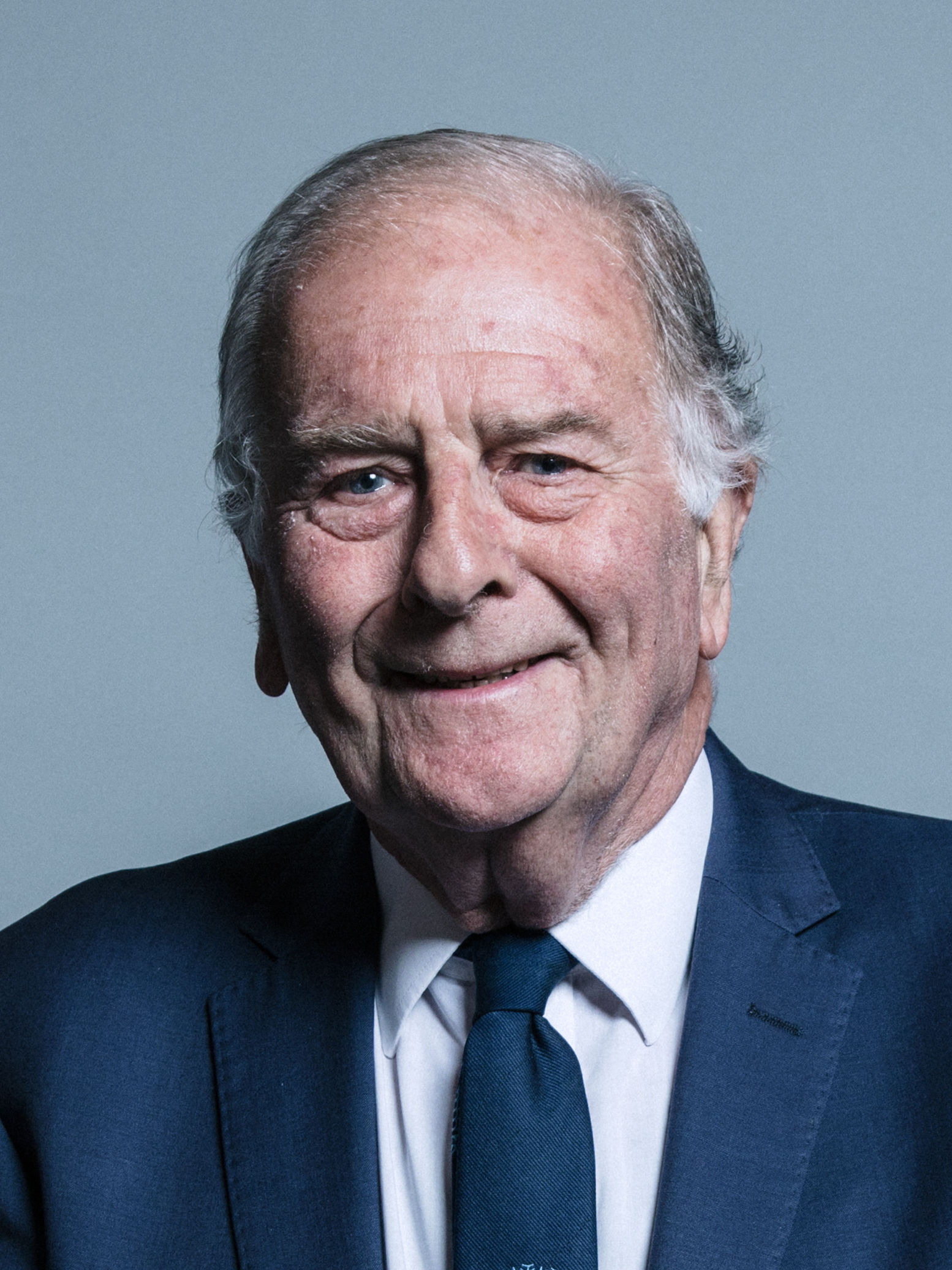
Roger Gale (2017)

Sir Roger James Gale (* 20. August 1943 in Poole, Dorset) ist ein britischer Politiker der Conservative Party. Seit 1983 ist er Abgeordneter im Unterhaus des britischen Parlaments.

## Leben
Gale wurde an der Southbourne Preparatory School und der Hardye's School in Dorchester ausgebildet. Er absolvierte seine weitere Ausbildung an der Guildhall School of Music and Drama.
Gale war Piratenradio-Disc-Jockey. Von August 1964 bis Januar 1965 arbeitete er bei Radio Caroline. Von Ende 1965 bis 1967 half Gale mit, Radio 270, Voice of the North, aufzubauen. Gale war auch persönlicher Assistent des General Managers bei den Universal Studios. Seit 1972 arbeitete er als Reporter für Radio London (BBC). Er wurde Produzent von Radio 1's Newsbeat, dann von Radio 4's Today von 1973 bis 1976. 1976 wurde er zum Direktor des BBC Children’s Television ernannt. Er verließ die BBC 1979 und ging zu Thames Television, wo er bis zu seiner Wahl ins Parlament blieb.
Roger Gale ist zum dritten Mal verheiratet. Aus dieser Ehe stammen zwei Söhne.
Gale wurde 2012 für öffentliche und politische Verdienste zum Ritter geschlagen.

## Politik
Gale trat 1964 der Conservative Party bei und wurde 1971 zum stellvertretenden Vorsitzenden in Holborn und St. Pancras gewählt. Er verlor 1982 eine Nachwahl im Wahlkreis Birmingham Northfield. Er wurde in der Unterhauswahl 1983 für den Wahlkreis North Thannet in der Grafschaft Kent ins Unterhaus gewählt und ist seitdem dort Mitglied.
Er war, neben anderen Funktionen, Mitglied des Rundfunkausschusses und stellvertretender Vorsitzender der Conservative Party unter der Leitung von Iain Duncan Smith von 2001 bis 2003.
Im Dezember 2022 wurde Sir Roger Gale zum temporären Deputy Speaker ernannt. Er vertritt Eleanor Laing.
Gale ist ein Verfechter der Todesstrafe. Er unterstützte im Gegensatz zu vielen konservativen Abgeordneten das Verbot der Fuchsjagd. 2010 wurde er Mitglied der Parlamentarischen Versammlung des Europarates. Dort leitet er die 18-köpfige britische parlamentarische Delegation. Er gehört in der Parlamentarischen Versammlung der Fraktion der Europäischen Konservativen (European Conservatives Group) an. Gale hat sich 2013 gegen die Einführung der gleichgeschlechtlichen Ehe ausgesprochen: Er sprach sich gegen den Brexit aus.
Gale war 2016 Gründungsmitglied der Conservative Animal Welfare Foundation, einer Gruppe konservativer Abgeordneter, die sich für die Förderung des Tierschutzes einsetzen.